# Tudulinna
Tudulinna - okręg miejski w Estonii, w prowincji Virumaa Wschodnia, ośrodek administracyjny gminy Tudulinna.